# Art huichol

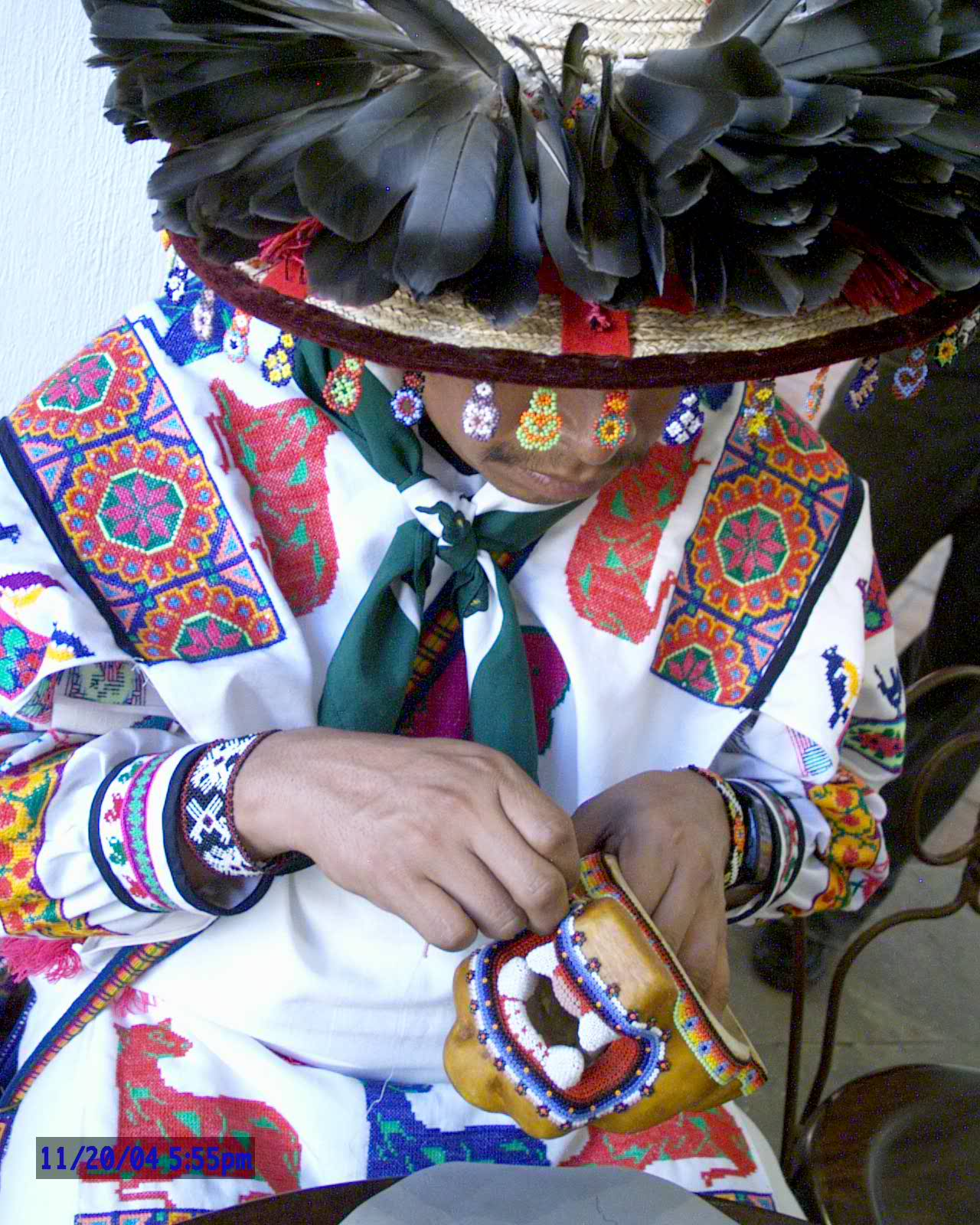
Un Huichol travaille sur une tête de jaguar perlée.

L'art huichol est illustré tant par les productions les plus traditionnelles que les plus récentes d'art populaire et d'artisanat du peuple Huichol, qui vit dans les États de Jalisco, Durango, Zacatecas et Nayarit au Mexique. Le facteur unificateur de l'œuvre est la décoration colorée utilisant des symboles et des dessins issus d'une tradition séculaire. Les produits les plus courants et les plus vendus sont les « peintures au fil » (cuadros de estambre) et les objets décorés avec de petites perles produites commercialement. Les peintures de fils consistent en des fils commerciaux pressés dans des planches recouvertes de cire et de résine et sont dérivées d'une tablette cérémonielle appelée neirika. Les Huichols ont une longue histoire de perles : ils fabriquent des perles en argile, en coquillages, en coraux, en graines, etc., et les utilisent pour confectionner des bijoux, décorer des bols et autres objets. La broderie « moderne » consiste généralement en des masques et des sculptures en bois recouverts de petites perles commerciales de couleurs vives fixées avec de la cire et de la résine.
Bien que les matériaux changent et que de nombreux objets soient utilisés à des fins commerciales, les dessins changent peu et beaucoup conservent leur signification religieuse et symbolique. La plupart des gens de l'extérieur découvrent l'art des Huichols en tant que touristes dans des régions telles que Guadalajara et Puerto Vallarta, sans rien connaître des personnes qui fabriquent ces objets ni de la signification des motifs. Il y a quelques artistes huichols notables dans les domaines de la peinture au fil et du perlage, et les deux types de travail ont été commandés[Par qui ?] pour une exposition publique[Laquelle ?].

## Le peuple Huichol

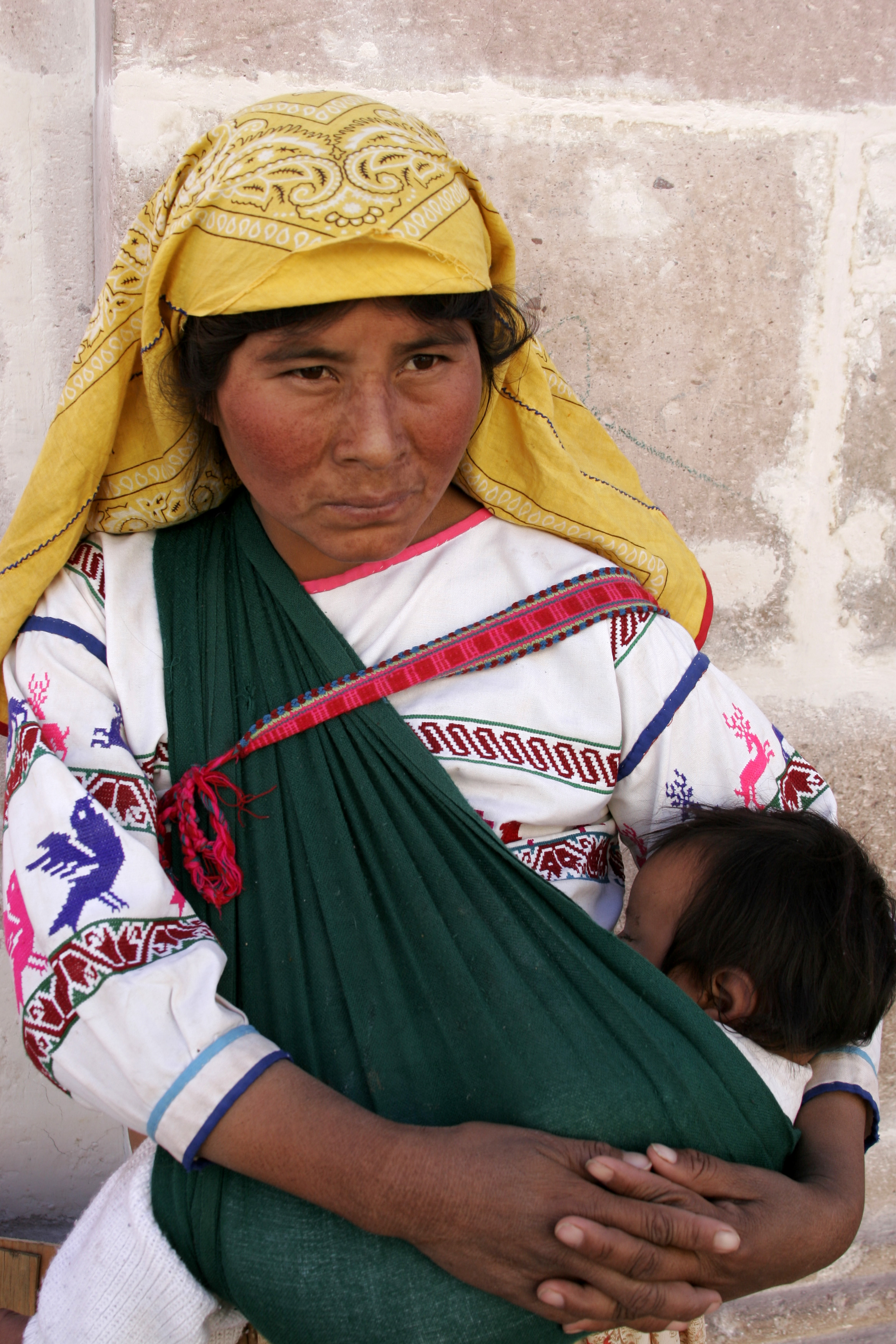
Femme et enfant huichol.

Les Huichols sont un peuple autochtone qui vit principalement dans les régions montagneuses du nord de Jalisco et dans certaines parties de Nayarit, dans le centre-nord du Mexique, les villes de San Andrés, Santa Catarina et San Sebastián constituant des centres culturels majeurs. Leur nombre est estimé à 50 000 et le nom Huichol est dérivé du mot Wirriarika, qui signifie devin ou guérisseur en langue Huichol,.
Après l’arrivée des Espagnols au XVIe siècle les Huichols se retirent dans les montagnes escarpées du nord de Jalisco et de Nayarit. Bien que convertis théoriquement au christianisme à l'époque coloniale par les missionnaires franciscains, la majeure partie de la culture autochtone Huichol réussit à rester intacte en raison de son isolement et du manque de ressources minérales ou autres qui intéressaient les Espagnols,. Selon l'historien et anthropologue mexicain Fernando Benítez, les Huichols conservent probablement leurs anciens systèmes de croyances mieux que tout autre groupe autochtone au Mexique. Une grande partie de cette tendance isolationniste reste intacte même si la situation économique force plusieurs Huichols à migrer vers des domaines tels que Guadalajara, et les zones côtières pour travailler ou vendre leurs marchandises.
La foi religieuse des Huichols repose toujours sur une « trinité » de vénération du cerf, du maïs et du peyotl. Ce dernier est rituellement cultivé chaque année lors d'un long pèlerinage dans la région désertique de San Luis Potosí, d'où il serait originaire et utilisé par les chamanes. L'importance de ce rituel et du panthéon des dieux se voit dans les représentations stylistiques sur à peu près tout ce que le Huichol décore. Il n'y a pas de langue écrite jusqu'à récemment, de sorte que ces symboles sont la principale forme de préservation des cérémonies, des mythes et des croyances de l'ancienne religion Huichol.

## Peinture au fil et perlage

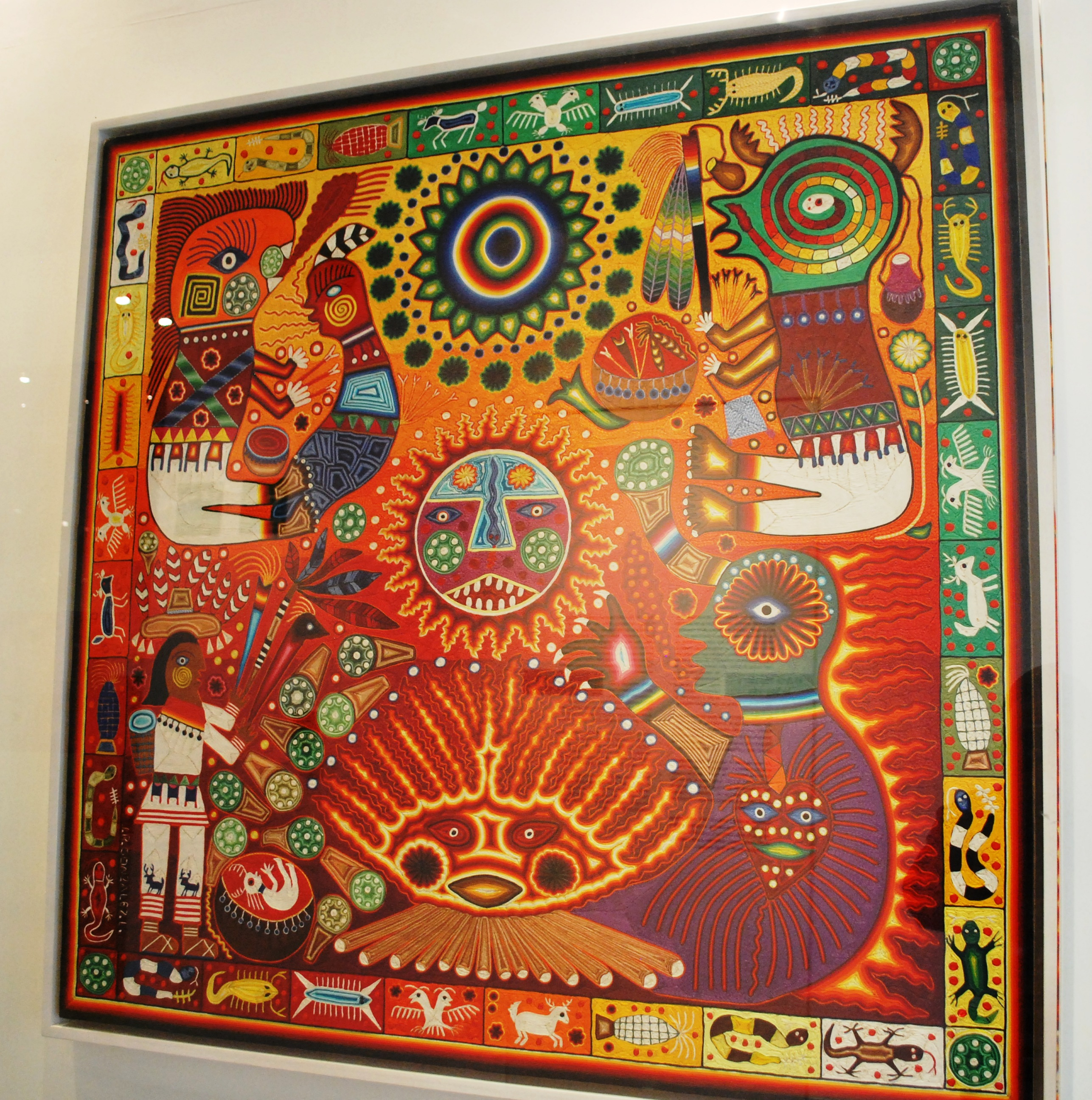
Peinture au fil au Museo de Arte Popular à Mexico.

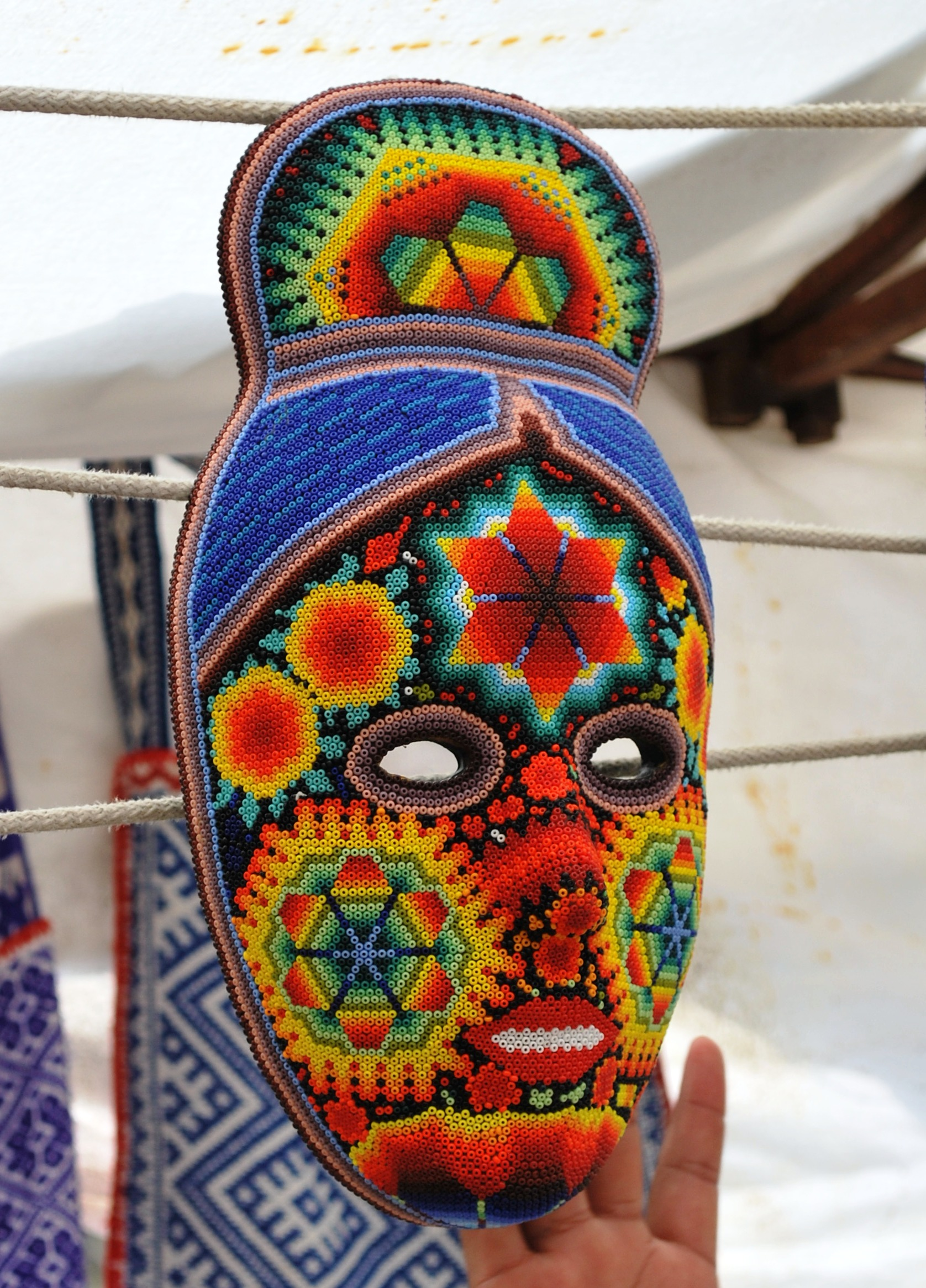
Masque perlé en vente à Tepotzotlán dans l'État de Mexico.

L'art le plus connu des Huichols est fabriqué à partir d'objets modernes et commerciaux, tels que des fils et des petites perles. Les Tepehuánes de Durango adaptent les peintures au fil. Celles-ci remplacent de nombreux matériaux traditionnels tels que l'argile, la pierre et les colorants végétaux. La fabrication et la décoration d'objets avec des perles ne commencent pas par l'importation de perles de verre européennes, comme c'est le cas pour un certain nombre de cultures autochtones du Grand Nord. Les techniques de fabrication et d'utilisation des perles sont bien en place bien avant cela, utilisant des perles d'os, d'argile, de pierre, de corail, de turquoise, de pyrite, de jade et de graines. L'art Huichol est cité pour la première fois à la fin du XIXe siècle par Carl Lumholtz. Cela comprend la fabrication de boucles d'oreilles, de colliers, de bracelets de cheville, etc..
Ce qui lie principalement les peintures au fil et les objets perlés fabriqués aujourd’hui, c’est la continuité des modèles traditionnels utilisés depuis des siècles pour représenter et communiquer avec les dieux. L'utilisation de matériaux commerciaux permet la production de dessins plus élaborés et de couleurs plus vives, ainsi qu'une plus grande souplesse dans la manière de rendre les concepts traditionnels. Cela permet également la production d'art populaire commercialisé, ainsi que la production d'articles strictement religieux.
La commercialisation de l'art huichol commence lorsqu'un prêtre franciscain du nom d'Ernesto Loera Ochoa ouvre un musée Huichol dans la Basilique Notre-Dame de Zapopan (en), juste au nord de Guadalajara. Ramón Medina Silver, dont les œuvres sont visibles et vendues au musée, fait partie des artistes exposés. Le travail de Medina attire l'attention de l'américain Peter Furst, qui lui suggère de représenter les traditions et les croyances de son peuple en pressant du fil coloré dans une plinthe recouverte de cire et de résine. Ces peintures au fil apparaissent pour la première fois en 1962 à Guadalajara et sont dérivées de « nierikas », une petite planche ou un disque avec un trou ou un miroir au centre. Les nierikas sont initialement produits par des chamanes pour représenter les visions qu'ils ont en mangeant du peyotl, puis ils sont offerts aux dieux dans des lieux tels que des grottes, des temples et des ruisseaux.
Ces peintures de fil modernes se révèlent rapidement populaires et sont imitées. Elles évoluent également vers des conceptions complexes pouvant durer des semaines,. Les peintures sur fil conduisent à une expérimentation avec d'autres matériaux produits commercialement, tels que des perles, qui remplacent le fil pour de nombreux artisans Huichol. Cette perle est élargie pour inclure la décoration des têtes de jaguar, des masques du soleil et de la lune et diverses formes animales.
Cet art produit à des fins commerciales fournit une source de revenus importante et durable pour les Huichols. Même si de nouveaux matériaux sont utilisés, les symboles traditionnels sont conservés et transmis aux jeunes générations. Cependant, la production de biens pour les marchés commerciaux suscite une certaine controverse. Une question concerne l'authenticité de l'art du fil et de la perle compte tenu des origines modernes des formes actuelles. Fernando Benítez est particulièrement dérangé par la représentation des morts avec des têtes flottantes dans des peintures au fil; quelque chose qu'il dit ne pas être traditionnellement Huichol. Une grande partie de l'authenticité des œuvres modernes est liée à l'utilisation continue de symboles et de dessins traditionnels. Cependant, certains objets de Huichol peuvent être considérés comme non traditionnels ou « limite traditionnels », comme la fabrication de décorations pour arbres de Noël, les masques du soleil et de la lune, l’utilisation du jaguar (symbole mésoaméricain ) et l’incorporation d’images modernes telles que des avions et des bâtiments modernes dans les dessins. La vente des articles n'est pas facile non plus pour les Huichols, avec des débouchés limités tels que des lieux touristiques, notamment Puerto Vallarta, Guadalajara et San Miguel de Allende, ainsi que des ventes à des intermédiaires qui peuvent gagner beaucoup plus grâce aux travaux qu'ils n'ont pas fait.

## Artistes notables Huichols
Dès 1965, le travail de l'artiste Ramon Medina Silva dit Urü Temaï (jeune flêche en langue Huichol) ainsi que celui de son épouse Gadalupe de la Cruz Rios fut distingué notamment par les ethnologues Nord Américains Barbara Myerhoff et Peter Furst dont Ramon Medina Silva devient l'informateur provilégié. C'est Ramon Medina Silva qui sur les conseils de Peter Furst va axer son travail sur les thèmes mythique et les éléments de la coutume Huichol. 

Parmi les autres artistes notables Huichol, on peut citer Emeteria Ríos Martínez, qui réalise de nombreuses peintures murales. Elève de Ramon Medina Silva, José Benítez Sánchez est un artiste-chaman qui contribue à étendre la peinture au fil, de sa fonction décorative ancienne à une vision plus large. 

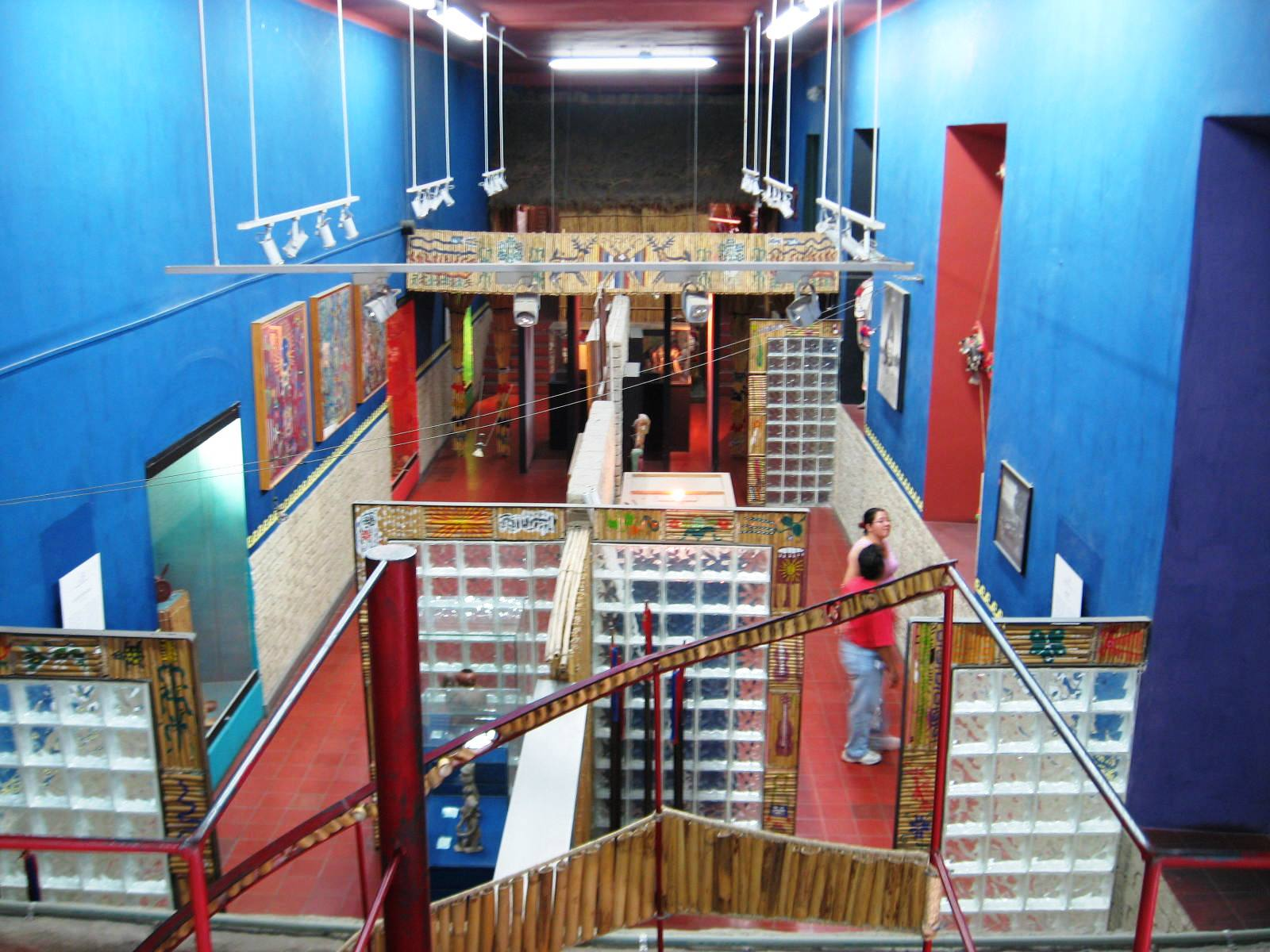
Dans le musée Huichol de la basilique de Zapopan, Jalisco

Pablo Taizan est également chaman dans le village de Mesa de Tirador. Il fait principalement des figures animales perlées, utilisées pour la guérison. Santos de la Torre réalise une grande fresque pour la station de métro Palais Royal du Louvre, à Paris. En 2013, le documentaire mexicain « Écho de la montagne », initialement appelé en espagnol Eco de la montaña. réalisé par Nicolás Echevarría, est inspiré de ses expériences au cours de la création murale.

## Articles traditionnels
Bien que les peintures de fil et les objets décorés avec des perles soient les pièces les plus connues et les plus vendues, les Huichols continuent à fabriquer un certain nombre d’autres types d’art populaire et d’artisanat. Les Urus, ou flèches de prière, sont des flèches cérémonielles créées pour être lancées dans les airs pour demander aux dieux des bénédictions spéciales. Elles sont aussi parfois laissées à certains endroits ou envoyés sur des rivières. Ces flèches sont ornées de symboles et de motifs liés à la demande.
Du passé au présent, hommes, femmes et enfants portent tous un sac tissé autour de la taille pour transporter leurs objets personnels. Ces sacs sont colorés et autrement décorés pour des raisons esthétiques et pour protéger magiquement le porteur.
Un kuka est un masque de cérémonie tridimensionnel décoré de perles. Ces masques fabriqués à partir de petits bols recouverts sont, à l'origine de graines, d'os, d'argile, de corail et de coquilles, mais ils sont remplacés par des perles de fabrication commerciale. C’est de ces masques que dérive la pratique moderne consistant à recouvrir des sculptures en bois de serpents, poupées, petits animaux, têtes de jaguars et autres.
Les Nearika sont des objets de cérémonie hautement décorés pouvant être circulaires ou en forme de losange. Lorsque Carl Lumholtz écrit sur les Huichols, il nomme les circulaires « boucliers frontaux » et les losanges des « yeux », ce qui donne naissance au concept d'Yeux de dieu (en), appliqué à une croix Huichol. Les Nearika sont des tablettes de bois ou de bambou fortement décorées placées dans certaines zones sacrées. Ils représentent souvent la face d'un soleil, d'une lune ou d'une personne. À partir de ceux-ci, la nouvelle tradition de peinture au fil se développe, et la plus traditionnelle d'entre elles montre encore le visage rond de Tau, le soleil, au centre.

## Motifs décoratifs Huichol

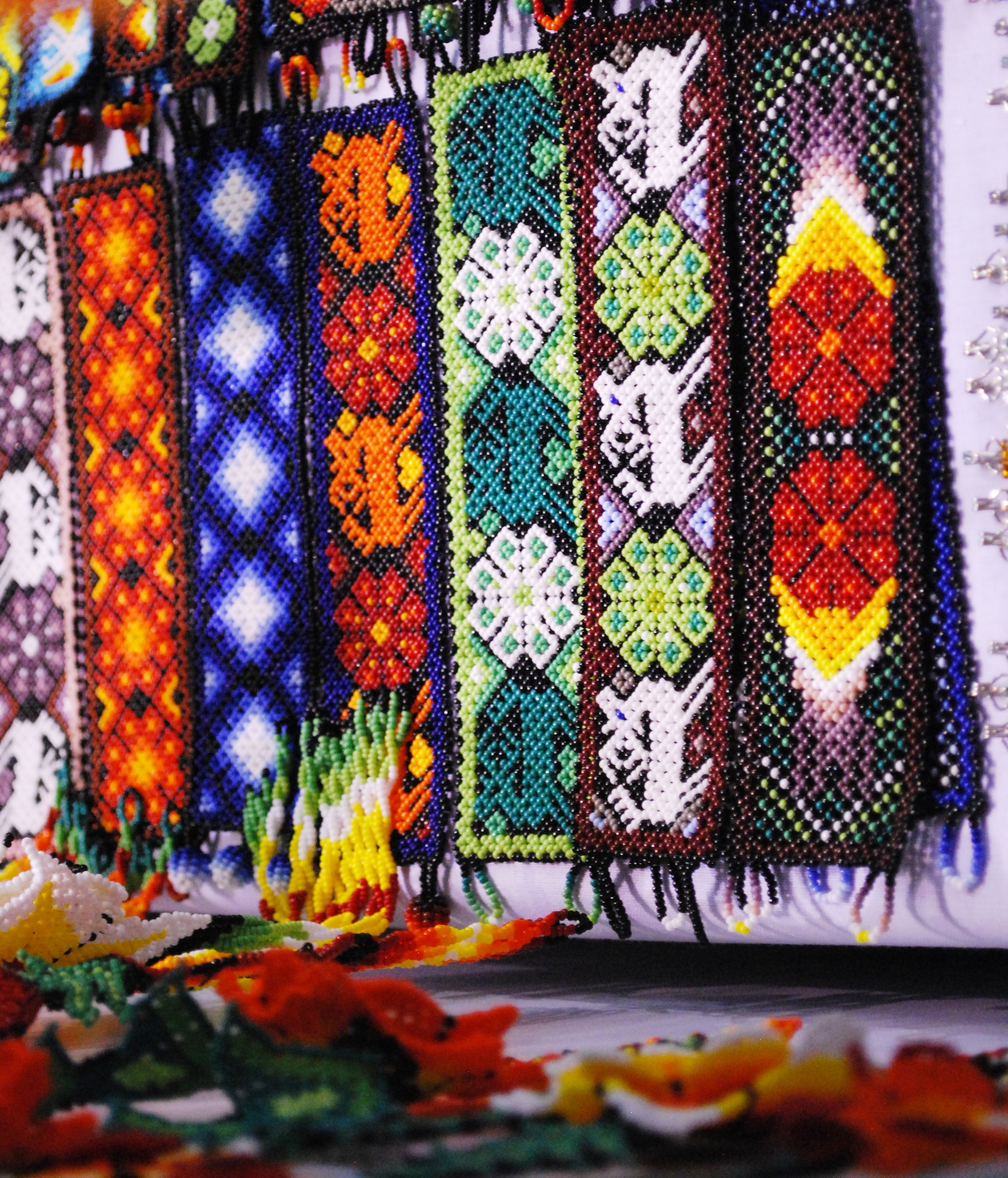
Perles Huichol en vente à l'exposition annuelle du FONART à Mexico.

La plupart des étrangers ne savent pas que la plupart des modèles et des dessins Huichol ont une signification religieuse et culturelle. Ces motifs se retrouvent sur une grande variété d’objets, notamment des masques, des gourdes, des instruments de musique et des accessoires de vêtements tels que des ceintures, des ceintures, des sacs latéraux,. La plupart ont une signification religieuse et beaucoup sont influencés par les visions qui se produisent lors des rituels peyotl,,. Une grande partie de ce que l'on sait sur les dessins et symboles de Huichol est rassemblée par l'explorateur et ethnographe norvégien Carl Lumholtz à la fin du XIXe siècle, mais l'art et la décoration Huichol sont devenus plus variés,. Cependant, les motifs de plantes et d'animaux restent les plus courants et conservent leur sens originel.

### Symbolisme
Lorsque des objets cérémoniels ou religieux sont fabriqués, tous les aspects de la fabrication, des matériaux, des couleurs en passant par les dessins, sont importants car ils sont identifiés à des dieux et ont des significations particulières. Le mesquite et la couleur brune rougeâtre appartiennent à Tatewari, qui vient de la terre et du bois de l'arbre du Brési et est lié à Tayuapa ou « Père Soleil ». Les symboles tels que l'aigle royal et les aras sont liés à Tatewari. Des formes telles que le cerf, le coyote, le pin ou le tourbillon peuvent être associées au Kauyumari de Tamat, qui façonne le monde. L'arbre de salate, le tatou et l'ours sont associés à Takutzi Nakahue, la mère de tous les dieux et du maïs. Le toto est une petite fleur blanche à cinq pétales associée à la saison des pluies. Les ceintures ont souvent des motifs qui imitent les marques sur le dos des serpents, qui sont également associées à la pluie, aux bonnes récoltes, à la santé et à la longévité. Les lignes en zigzag qui émanent de tous les êtres vivants représentent la communication avec les divinités. Le motif du papillon rappelle le papillon Itzpapolotl ou obsidienne, une divinité principale des Aztèques classiques.
Les motifs les plus communs sont liés aux trois éléments les plus importants de la religion Huichol, le cerf, le maïs et le peyotl. Les deux premiers sont importants en tant que sources primaires de nourriture, et le dernier est apprécié pour ses propriétés hallucinogènes qui donnent des visions aux chamanes.

## Expositions d'art Huichol
L'expérience de la plupart des personnes extérieures avec les œuvres d'art Huichol provient de régions telles que Guadalajara et Puerto Vallarta, où elles sont vendues. Cependant, la plupart ne savent pas ce que c'est. Ces vendeuses sont principalement des femmes Huichol qui viennent de villages ruraux dans ces villes.
La taille des œuvres varie énormément, certaines pouvant être aussi grandes que des peintures murales. En 2010, l'Institut des Amériques de l'Université de Californie à San Diego organise une exposition d'art Huichol destinée aux touristes qui visitent la côte ouest du Mexique, en particulier ceux qui voyagent par bateau.
Le Museo de Arte Popular de Mexico organise en 2009 une exposition temporaire intitulée « 'Magica huichol: rito aborigen » (Le magie huichol: le rituel aborigène). Le but n'est pas de montrer un lien historique, mais plutôt de montrer la similitude de style entre deux cultures disparates.
Le Bead Museum de Glendale, en Arizona, organise une exposition intitulée « Le réseau Huichol de la vie: création et prière ».
Le Musée des Arts africains, océaniens et amérindiens à Marseille a organisé en 2014 l'exposition "Visions Huichol" 
Le travail Huichol est commandé pour l'affichage public. Douze muraux Huichol se trouvent à l'aéroport international Lindbergh, à San Diego, situés au terminal 3, est y sont exposés en permanence. Une fresque murale en perles Huichol est commandée pour le métro de Paris à la station Palais Royal-Musée du Louvre. Elle est donnée par le métro de Mexico à la France, en guise de faveur pour l'entrée Art Nouveau de la station de métro Bellas Artes, offerte par la France au Mexique. L'œuvre s'appelle « Pensée et âme Huichol » et mesure 2,4 mètres sur 3 mètres au total, répartie en 80 panneaux de 30 centimètres sur 30 centimètres, créé par l'artiste Santos de la Torre.
L'une des œuvres les plus récentes commandées est la « Vochol », une coccinelle Volkswagen recouverte de motifs de Huichol, à l'aide de 2 277 000 perles attachées à la carrosserie de la voiture à l'aide d'une résine résistante à la chaleur. L'Association des amis du Musée d'Art Populaire et d'autres entreprises publiques et privées commandent la voiture afin qu'elle soit vendue aux enchères au profit d'artisans mexicains,.